# Шлиссельбургский десант
Шлиссельбу́ргский деса́нт — тактический десант советской Ладожской флотилии, высаженный 25 сентября 1941 года в ходе 1-й Синявинской операции по прорыву блокады Ленинграда.

## Предшествующие события
В конце августа 1941 года дивизии 39-го моторизированного корпуса 18-й немецкой армии группы армий «Север» (командующий генерал-фельдмаршал В. фон Лееб) вышли на юго-восточные подступы к Ленинграду. 30 августа части немецкой 20-й моторизированной дивизии вышли к Неве в районе Ивановского и одновременно к станции Мга и тем самым перерезали Кировскую железную дорогу — последнюю магистраль, связывавшую Ленинград с остальной страной. Захватив Мгу, немецкие части продолжили наступление к южному берегу Ладожского озера и 8 сентября взяли Шлиссельбург, полностью блокировав Ленинград с суши.
Советское командование спешно приступило к подготовке операции по деблокаде Ленинграда, предусматривающей нанесение встречных ударов в наиболее узком месте блокадного кольца южнее Ладоги (так называемое «бутылочное горло»). Войска Невской оперативной группы Ленинградского фронта с правого берега Невы и 54-й отдельной армии со стороны реки Волхов должны были наступать с запада и с востока навстречу друг другу в общем направлении на Мгу и Синявино. Частью общего замысла был план высадки 1-й дивизии НКВД и батальона моряков Ладожской военной флотилии (ЛВФ) в район Шлиссельбурга с целью овладения городом и последующего соединением с войсками 54-й армии юго-восточнее Синявино.
16 сентября командующий Ленинградским фронтом генерал армии Г. К. Жуков приказал штабу Ладожской военной флотилии (командир контр-адмирал Б. В. Хорошхин) приступить к подготовке десантной операции. Десант был сформирован из разведчиков-водолазов роты особого назначения и курсантов морского пограничного училища (185 человек), для их высадки подготовлено 12 катеров и 10 надувных армейских лодок (командир отряда кораблей капитан-лейтенант М. Н. Балтачи). Из-за шторма намеченную на 19 сентября высадку перенесли.

## Неудачные попытки высадки 21 — 24 сентября
Дважды — в ночь на 21-е и на 22 сентября — предпринимались безуспешные попытки высадить десант. В первую ночь операция сорвалась из-за сильного волнения на озере, из-за которого рвались буксировочные тросы лодок и на их поиск и повторное взятие на буксир было потрачено всё тёмное время. Во вторую ночь отряд из-за навигационной ошибки приступил к производству высадки на 2,5 мили восточнее точки развертывания, в тылу 54-й армии. При высадке из-за сильного волнения перевернулись три лодки, утонули двое бойцов. После возвращения отряда в Осиновец капитан-лейтенант Балтачи был отстранён от должности, через несколько дней арестован. По приговору военного трибунала Ленинградского военно-морского гарнизона 24 октября 1941 года он был признан виновным в срыве десантной операции и приговорён к лишению свободы сроком на 8 лет без поражения в правах.
Днём 22 сентября командующий фронтом Г. К. Жуков потребовал в ультимативной форме «высадить десант во что бы то ни стало в назначенном месте для дальнейшего движения на Шлиссельбург», а также ближайшей ночью произвести высадку в Шлиссельбургской губе разведывательного отряда моряков. И в этот раз (в ночь с 23 на 24 сентября) десант не был высажен — в намеченном месте оказалась каменная гряда, не позволившая катерам подойти к берегу, а глубина исключала достижение берега бойцами по дну.

## Высадка разведотряда 23 — 24 сентября
В то же время высадка разведотряда была произведена. Разведотряд (40 моряков, командир — начальник разведотдела штаба Балтийского флота подполковник Н. С. Фрумкин) на двух катерах подошёл к Шлиссельбургу. Высадка произведена на затопленную отмель, после чего отряд почти два километра шёл по грудь в ледяной воде Ладожского озера. Выход отряда на берег остался незамеченным для врага. Рассредоточившись и замаскировавшись, разведчики вели наблюдение за противником, вскрыв систему обороны в этом районе (обнаружены 4 артиллерийских, 6 миномётных батарей и 25 пулемётных точек). Поскольку единственная рация вышла из строя при переходе в воде, дальнейшее пребывание отряда в тылу врага теряло смысл, необходимо было доставить сведения в штаб армии. Ночью 24 сентября отряд прорвался через линию фронта в расположение 54-й армии в районе населенного пункта Южные Липки. В бою погибли 4 моряка, двое были ранены.

## Десантная операция 25 сентября
Утром 25 сентября командующий фронтом, выведенный из себя безуспешными попытками высадки десанта, приказал производить высадку десанта днём на восточной окраине Шлиссельбурга, в расположение оборонительных рубежей противника, причём сделать это немедленно, в тот же день. Десантный отряд был сформирован из оказавшихся «под рукой» подразделений (40 разведчиков-водолазов, 105 курсантов морского пограничного училища, 44 человека из караульного взвода штаба флотилии). Отряд высадки состоял из транспорта «Чапаев», судна «Сатурн», 5 сторожевых катеров, 4 прогулочных катеров типа ЗИС, двух баркасов, нескольких шлюпок. Для огневой поддержки десанта выделены канонерские лодки «Олекма» и «Бурея», 5 катеров «малый охотник», 1 бронекатер. Для поддержки десанта выделялся артиллерийский дивизион флотилии. В резерве на Осиновецком рейде находились сторожевой корабль «Конструктор» и канонерская лодка «Нора». Подготовка этой высадки как таковая отсутствовала, штаб флотилии успел лишь собрать корабли в пункте погрузки и погрузить на них личный состав десанта.
Под прикрытием дымовых завес, поставленных катерами, десант на катерах, баркасах и шлюпках достиг прибрежной отмели. По ней бойцам пришлось идти вброд до берега около километра. Высадка и прорыв с отмели на берег проходили под сильным вражеским огнём. Именно тогда десант понёс огромные потери (по воспоминаниям выживших погибло до половины личного состава, были  убиты шедшие впереди командиры). Под прикрытием огня кораблей и артиллерийского дивизиона десантники к 16-15 часам смогли достичь берега и закрепиться. Однако очень быстро над полем боя появилась вражеская авиация, которая группами по 10 — 12 самолётов штурмовала позиции десанта. Затем противник перешёл в контратаки с использованием танков. Поскольку весь берег затянуло дымом от разрывов, прицельная артиллерийская поддержка десанта огнём кораблей и береговой артиллерии стала невозможной.
Бой на побережье Шлиссельбургской губы продолжался до наступления темноты. В ночь на 26 сентября десант был уничтожен противником. Этой ночью советский катер подобрал в Ладожском озере трёх бойцов из состава десанта, ещё 11 человек прорвались через линию фронта в районе Бугры. Остальные 175 бойцов и командиров погибли или попали в плен. Ни одна из задач операции решена не была. Малочисленный десант по определению не мог оказать никакой помощи при попытках наступать советским войскам, а его высадка в светлое время суток лишила единственного шанса на успех — эффекта внезапности. Высаженный на оборонительном рубеже противника десант был немедленно блокирован и быстро уничтожен.
Из состава десанта только один человек был награждён орденом Красного Знамени и 6 человек — медалью «За отвагу».

## Последующие попытки десанта
Однако сразу после стремительной гибели десанта командование Ленинградского фронта потребовало производить высадку нового десанта и уже 26 сентября штаб Ладожской флотилии начал подготовку к новой десантной операции: 2 катера и баркас должны были высадить неполную роту (95 человек) из состава 1-й стрелковой дивизии НКВД в районе Шлиссельбургской пристани.
Вновь фактически неподготовленная высадка началась уже на рассвете 27 сентября. При подходе к Шлиссельбургской пристани десант был обнаружен противником и встречен артиллерийско-пулемётным огнём. Оба катера были потоплены вражеским огнём, погибли 17 человек, остальных под огнём удалось поднять из воды катерам прикрытия.

## Подготовка десанта 27 — 29 сентября
И вновь тем же вечером 27 сентября Г. К. Жуков поставил новую задачу: высадить стрелковый батальон 1-й дивизии НКВД (200 человек, 4 орудия, миномёты) в крепость Орешек, где находился советский гарнизон, чтобы в дальнейшем на шлюпках высадить его через 120-метровую невскую протоку непосредственно в Шлиссельбург. Теперь срок подготовки операции был поставлен вообще в несколько часов, так как высадка должна быть произведена той же ночью. Причём войска были высланы на пристани, находившиеся под обстрелом вражеской артиллерии. Уже при погрузке часть кораблей получили повреждения. Только экипажу одного тральщика удалось в темноте незамеченным добраться до крепости и высадить десантников.
Следующей ночью с 28 на 29 сентября оставшиеся 130 десантников и артиллерия всё-таки были высажены благодаря мастерству моряков. На обратном пути транспорт «Щорс» в темноте сел на мель севернее Орешка, его экипаж удалось спасти, а сам транспорт на рассвете 29 сентября был обнаружен противником и уничтожен артиллерийским огнём.
Однако и эта высадка оказалась напрасной, так как 1 октября десантная операция была отменена. Все доставленные в Орешек войска были переброшены из крепости обратно на правый берег Невы под огнём врага, но обошлось без значительных потерь.